# Hard-Fi
Hard-Fi是英國的一個另類搖滾樂隊，于2003年在薩里郡的Staines組建。樂隊的成員有Richard Archer（主唱及吉他），Kai Stephens]]（電貝斯），Ross Phillips（吉他）和Steve Kemp（鼓手）。他們的首張專輯Stars of CCTV在2005年7月4日發行，獲得了廣泛的好評，不過沒能立刻登上英國專輯排行榜首位。直到6個月後的2006年1月22日才登上專輯排行榜榜首。2007年9月3日，他們發行了第二張專輯Once Upon a Time in the West，并在隨后的一周獲得了英國專輯排行榜第一的位置。

## 外部連結
- 官方網站